# 臼三線
臼三線（きゅうさんせん）は、大分県臼杵市と同県豊後大野市三重地区を結ぶ路線の呼称である。
1980年代頃までは国鉄バス（JRバス）の路線名として県内でも知名度があり、この路線の大部分を占める国道502号の別称としても呼ばれていたが、過疎化による地方都市間の交通・物流の衰退や、バイパス道路開通で臼杵と三重を結ぶ道路が1本ではなくなったこと等により、現在では知名度は低下している。
公式の名称としては、2007年4月1日のJRバス路線廃止によって消滅した。